# Alpha2 Capricorni
Alpha 2 Capricorni (α 2 Capricorni), hay Algedi, là một hệ sao ba  trong chòm sao phương nam Ma Kết. Nó có thể nhìn thấy bằng mắt thường với cấp sao biểu kiến là +3,57, tạo thành một phần của ngôi sao đôi Alpha Capricorni cùng với α¹ Capricorni. Dựa trên dịch chuyển thị sai hàng năm khoảng 32 mili giây cung (mas) khi nhìn từ Trái Đất, ngôi sao nằm ở vị trí 101-103 năm ánh sáng từ Mặt Trời.

## Tính chất
Thành phần chính, thành phần A, là một ngôi sao loại G tiến hóa với sự phân loại sao của G8.5III-IV, chỉ ra rằng quang phổ hiển thị các đặc điểm hỗn hợp của một ngôi sao khổng lồ và siêu âm. Ở tuổi 1,3 tỷ năm, hiện đang ở trên nhánh khổng lồ đỏ  và đang tạo ra năng lượng thông qua phản ứng tổng hợp hydro dọc theo lớp vỏ bao quanh lõi heli trơ. Ngôi sao có khối lượng gấp đôi Mặt Trời và đã mở rộng gấp hơn tám lần bán kính của Mặt Trời. Sao này đang tỏa ra 40 lần độ sáng mặt trời từ quang quyển của nó ở nhiệt độ hiệu dụng 5.030 K.
Các thành phần thứ cấp B và C tạo thành một hệ sao đôi quay quanh nhau với chu kỳ quỹ đạo khoảng 244 năm. Cả hai ngôi sao có khối lượng khoảng một nửa so với Mặt Trời. Chúng quay quanh ngôi sao chính với chu kỳ quỹ đạo ước tính khoảng 1.500 năm. Tính đến năm 2010, cặp đôi này nằm ở khoảng cách góc 6,6 giây cung so với ngôi sao chính dọc theo một vị trí góc 196°.

## Danh pháp
α² Capricorni (Latinh hóa thành Alpha² Capricorni) là định danh Bayer của hệ sao này. Nó mang tên truyền thống Secunda Giedi hoặc Algiedi Secunda và chia sẻ tên Algedi (từ tiếng Ả Rập الجدي al-jadii nghĩa là 'con dê') với α¹ Capricorni. Năm 2016, Hiệp hội Thiên văn Quốc tế đã tổ chức Nhóm công tác về tên sao (WGSN) để lập danh lục và chuẩn hóa tên riêng cho các ngôi sao. WGSN đã phê duyệt tên Algedi cho α² Capricorni vào ngày 21 tháng 8 năm 2016 và hiện nó đã được đưa vào Danh lục tên sao của IAU.
Trong tiếng Trung, 牛宿 (Niú Xiù, Ngưu Tú) có nghĩa là Sao Ngưu (một khoảnh sao bao gồm α² Capricorni, Beta Capricorni, ξ² Capricorni, π Capricorni, ο Capricorni và ρ Capricorni. Do đó α² Capricorni được gọi là 牛宿二 (Niú Xiù èr, Ngưu Tú nhị, tức ngôi sao thứ hai của mảng Sao Ngưu).